# California Chrome

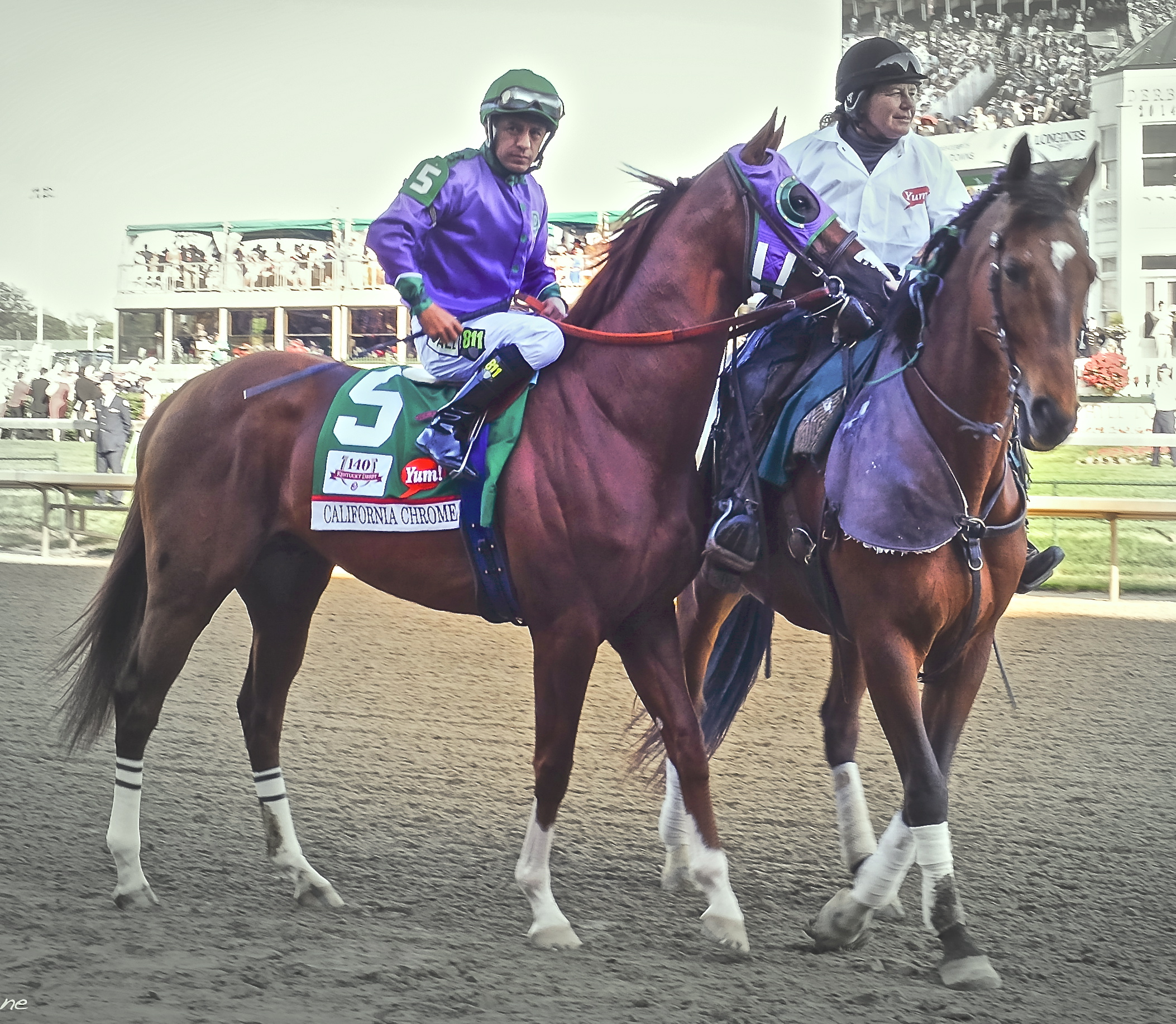
California Chrome, Kentucky Derby 2014.

California Chrome (ur. 18 lutego 2011) – emerytowany amerykański koń wyścigowy pełnej krwi angielskiej. Trenował go Art Sherman, a dosiadał Victor Espinoza.

## Życiorys
Urodził się na Harris Farms w Kalifornii. Jego rodzicami są Lucky Pulpit i Love the Chase, a hodowcami – Perry Martin i Steve Coburn. Utworzyli oni razem spółkę DAP Racing (Dumb Ass Partners). Nazwa ta jest odpowiedzią na zdanie przechodnia, który wyśmiał ich decyzję o kupnie matki California Chrome. Jego imię zostało wylosowane przez kelnerkę w barze. Koń należał do DAP Racing w latach 2011-2015. Kiedy ich spółka rozpadła się, Perry Martin nawiązał współpracę z Taylor Made Farm i wspólnie utworzyli California Chrome, LLC. Kasztan biegał w barwach tej spółki w latach 2016-2017. Uważany jest za konia inteligentnego i ciekawskiego. Obserwatorzy zauważyli, że koń reaguje na odgłos robienia zdjęć – sprawia wrażenie, jakby pozował.

### Sezon 2013
Jego pierwszy start odbył się w kwietniu na torze Hollywood Park, gdzie zajął drugie miejsce w Maiden Special Weight. Trzy tygodnie później udało mu się wygrać MSW o 2 3⁄4 długości. W Willard L. Proctor Memorial Stakes zajął dopiero piąte miejsce. Miesiąc później wygrał Graduation Stakes. W Del Mar Futurity oraz Golden State Juvenile Stakes ukończył bieg na szóstym miejscu. Pod koniec grudnia wygrał King Glorious Stakes o 6 1⁄4 długości.

### Sezon 2014
Pod koniec stycznia wygrał California Cup Derby o 5 1⁄2 długości. W marcu zwyciężył w San Felipe Stakes o 7 1⁄2 długości, a w kwietniu wygrał Santa Anita Derby z przewagą 5 1⁄4 długości. Dzięki temu zagwarantował sobie miejsce w Kentucky Derby. Wygrał tę gonitwę o 1 3⁄4 długości. Miesiąc później wygrał Preakness Stakes, drugą z trzech gonitw Triple Crown. Nadzieje na pierwszą od 1978 roku Potrójną Koronę przepadły, kiedy w Belmont Stakes ukończył na czwartym miejscu. Wyścig wygrał Tonalist. Jak się potem okazało, California Chrome uległ lekkiej kontuzji. Przy starcie koń z sąsiedniego startboksu, Matterhorn, nadepnął mu na nogę, która zaczęła krwawić. Jego następny start odbył się dopiero ponad trzy miesiące później, kiedy zajął szóste miejsce w Pennsylvania Derby. Na początku listopada po niezwykle zaciętej walce z końmi Bayern i Toast Of New York, zajął trzecie miejsce w Breeders' Cup Classic. Pod koniec listopada wygrał Hollywood Derby na trawiastej nawierzchni. Zdobył tytuł najlepszego trzyletniego ogiera oraz Konia Roku 2014.

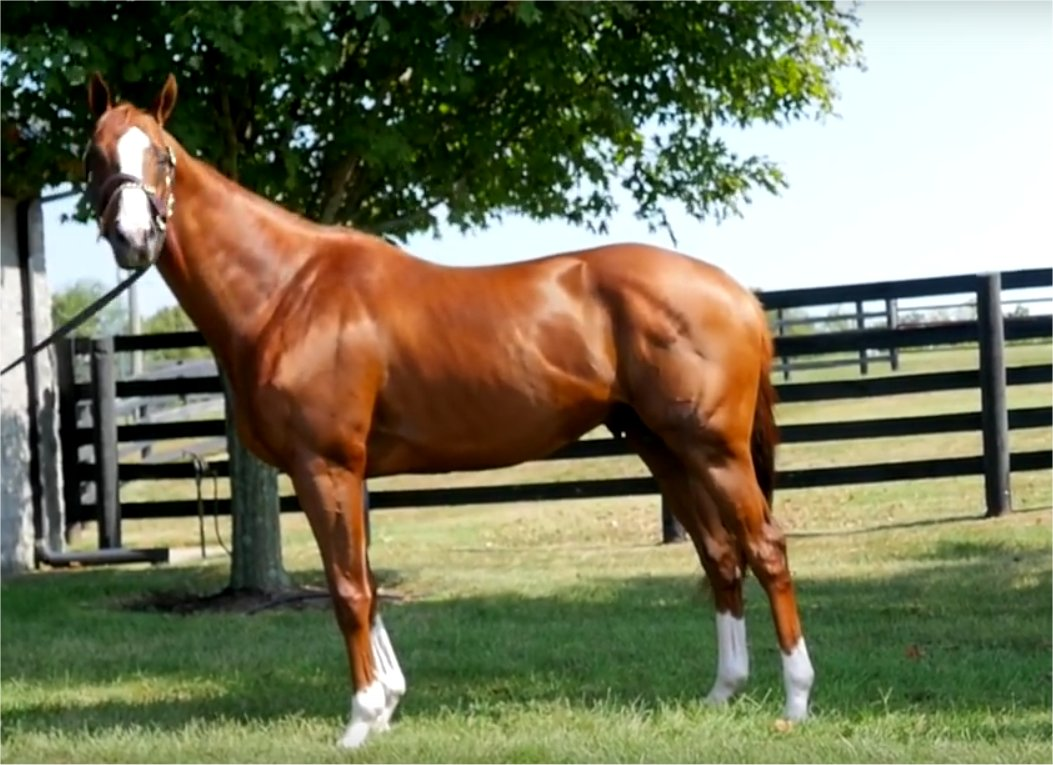
California Chrome na Taylor Made Farm, 2015.

### Sezon 2015

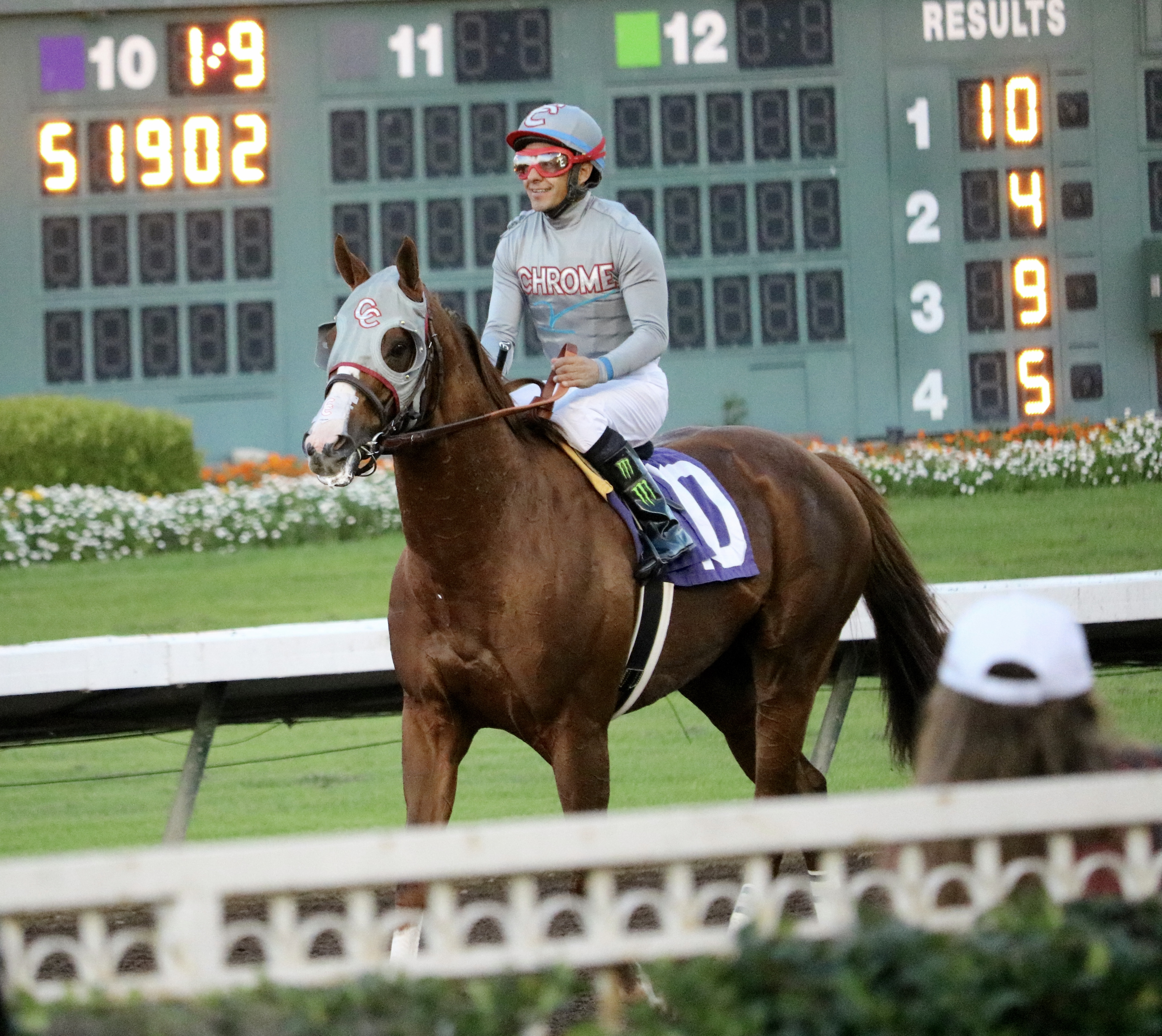
California Chrome, grudzień 2016.

7 lutego stanął do wyścigu San Antonio Stakes na torze Santa Anita Park, gdzie zmierzył się z koniem Shared Belief. Po zaciętej walce California Chrome przegrał z nim o 1 1⁄2 długości. Pod koniec marca zajął drugie miejsce w Dubai World Cup. Następnie miał wziąć udział w jednej z gonitw zaliczających się do cyklu Royal Ascot, jednak dzień przed wyścigiem musiał zostać wycofany. Uległ kontuzji wymagającej co najmniej trzymiesięcznej przerwy. Koń wrócił do USA i miał przejść na emeryturę, jednak wtedy Steve Coburn sprzedał 30% udziałów do Taylor Made Farm. Podjęto decyzję, że właśnie tam spędzi najbliższe parę miesięcy. Kiedy koń wyleczył się z kontuzji w październiku, wrócił do Kalifornii by przygotować się do startów w 2016, już pod barwami nowej spółki, California Chrome, LLC.

### Sezon 2016
W styczniu o 1 1⁄4 długości wygrał San Pasqual Handicap. W lutym zwyciężył w Trans Gulf Electromechanical Trophy. Miesiąc później z łatwością wygrał Dubai World Cup z pulą wynoszącą 10 milionów dolarów. Udało mu się to pomimo mocno zsuniętego siodła. W lipcu o pół długości wygrał San Diego Handicap. Pokonał wtedy konia o imieniu Dortmund, który w 2015 dobiegł trzeci za American Pharoah w Kentucky Derby. Miesiąc później o 5 długości wygrał Pacific Classic Stakes. W październiku wygrał Awesome Again Stakes. 5 listopada zajął drugie miejsce w Breeders' Cup Classic, przegrywając o szyję. Pokonał go Arrogate. Sezon zakończył spektakularnym zwycięstwem w Winter Challenge Classic, gdzie osiągnął przewagę 12 długości i pobił rekord toru. Za osiągnięcia z 2016 roku ponownie zdobył tytuł Konia Roku oraz najlepszego starszego ogiera.

### Sezon 2017
Jako sześciolatek wziął udział w tylko jednym wyścigu – Pegasus World Cup z pulą 12 milionów dolarów. Bieg ukończył jako dziewiąty. Bob Baffert, trener zwycięskiego konia, Arrogate, był zawiedziony. Powiedział, że czekał na rewanż z Chrome, jednak tak się nie stało. Jak się potem ukazało, California Chrome uległ kontuzji kolana. Nie był to groźny uraz, jednak zakończył on jego karierę sportową. Przeszedł na emeryturę z 16 zwycięstwami na 27 startów i zarobkami wynoszącymi $14,752,650.

## Emerytura
Po zakończeniu kariery wyścigowej, California Chrome trafił do Taylor Made Farm, gdzie miał zacząć działać jako reproduktor. Pierwsze klacze pokrył jeszcze w 2017, a w 2018 przyszedł na świat pierwszy rocznik jego źrebiąt. Zadebiutują one na torze w 2020 roku.